# 袖ケ浦バスターミナル
座標: 北緯35度25分04秒 東経139度57分24秒 / 北緯35.417845度 東経139.956805度
袖ケ浦バスターミナル（そでがうらバスターミナル）は、千葉県袖ケ浦市坂戸市場にあるバスターミナルである。

## 概要
袖ケ浦市が運営しており、東京湾アクアライン連絡道の袖ケ浦インターチェンジ近くの国道16号沿いにある。1997年12月の東京湾アクアライン開通を機に高速バスへのパークアンドライドを目的に設置されたもので、高速バスに乗り換えて東京都・神奈川県に移動することができる。
2010年1月16日より路線バス2路線の乗り入れが開始され、周辺各地域から路線バスと高速バスを乗り継ぎできるようになった。
袖ケ浦市内の主要観光テーマパークの東京ドイツ村への路線バスとの乗換ターミナルとしても機能している。
また、木更津金田バスターミナルに停車せず袖ケ浦バスターミナルのみ停車する便や路線の利用者向けに、木更津市金田にある竜宮城スパ ホテル三日月の送迎バスも発着する。
新聞報道によると、年間利用者数は約112万人にのぼる。

## 設備
乗降場2面に券売所・待合室（Wi-Fi設置）・トイレを備える建物1棟、タクシー・乗用車発着のためのロータリー、市営駐車場・駐輪場がある。

## バス路線
| 乗り場 | 路線名                                    | 行先 | 運行会社                                    |
| ------ | ----------------------------------------- | --- | ------------------------------------------- |
| 0番線  | 木更津 - 新宿線（アクアライナー）         | バスタ新宿（新宿駅南口） 新宿駅西口（夜間の一部便のみ）                                                                                           | 小湊鉄道 小田急ハイウェイバス               |
| 0番線  | 木更津 - 渋谷線                           | 渋谷駅(マークシティ) | 小湊鉄道 東急トランセ 京王バス              |
| 1番線  | 木更津 - 川崎線                           | 川崎駅東口 浮島バスターミナル （海ほたる経由（日中の一部便のみ））                                                                                | 小湊鉄道 日東交通 川崎鶴見臨港バス          |
| 2番線  | 木更津 - 品川線 長浦 - 品川線             | 品川駅東口(港南口) | 小湊鉄道 日東交通 京浜急行バス              |
| 3番線  | 木更津 - 横浜線                           | 横浜駅東口 | 小湊鉄道 日東交通 京浜急行バス              |
| 4番線  | 木更津 - 羽田空港線                       | 羽田空港 (上り羽田空港方面は、第1→第2→第3の順で全ターミナルを経由する) (下り木更津駅方面は、第3→第2→第1の順で全ターミナルを経由する)              | 小湊鉄道 日東交通 京浜急行バス 東京空港交通 |
| 5番線  | のぞみ野・平岡線                          | のぞみ野ターミナル 平川行政センター 東京ドイツ村 （袖ケ浦駅経由）                                                                                 | 日東交通                                    |
| 5番線  | 三井アウトレットパーク - バスターミナル線 | 三井アウトレットパーク木更津 木更津金田バスターミナル                                                                                             | 小湊鉄道 日東交通                           |
| 5番線  | 長04 長05                                 | 代宿団地 椎の森工業団地 （袖ケ浦駅・長浦駅経由）                                                                                                  | 小湊鉄道                                    |
| 6番線  | 鴨川 - 東京線（アクシー号）               | バスターミナル東京八重洲 東京タワー 亀田病院(安房鴨川駅、鴨川シーワールド経由) パークウェルステイト鴨川（安房鴨川駅、シーワールド、亀田病院経由） | 京成バス 日東交通                           |
| 6番線  | 袖ケ浦 - 東京線（東京ガウライナー）       | バスターミナル東京八重洲 | 小湊鉄道                                    |

5番線に発着する路線のみ一般路線バスで、それ以外は全て東京湾アクアラインなどを経由する高速バスである。

## 周辺施設
駐車場
- 袖ケ浦市営駐車場